# Икрамов, Акмаль Икрамович
Акма́ль Икра́мович Икра́мов (узб. Akmal Ikramovich Ikramov; сентябрь 1898, Ташкент, Ташкентский уезд, Сырдарьинская область, Российская империя — 13 марта 1938, полигон «Коммунарка», Московская область, РСФСР, СССР) — советский узбекский государственный и партийный деятель. Первый секретарь ЦК КП(б) Узбекистана (1929—1937). Входил в состав особой тройки НКВД СССР.

## Биография

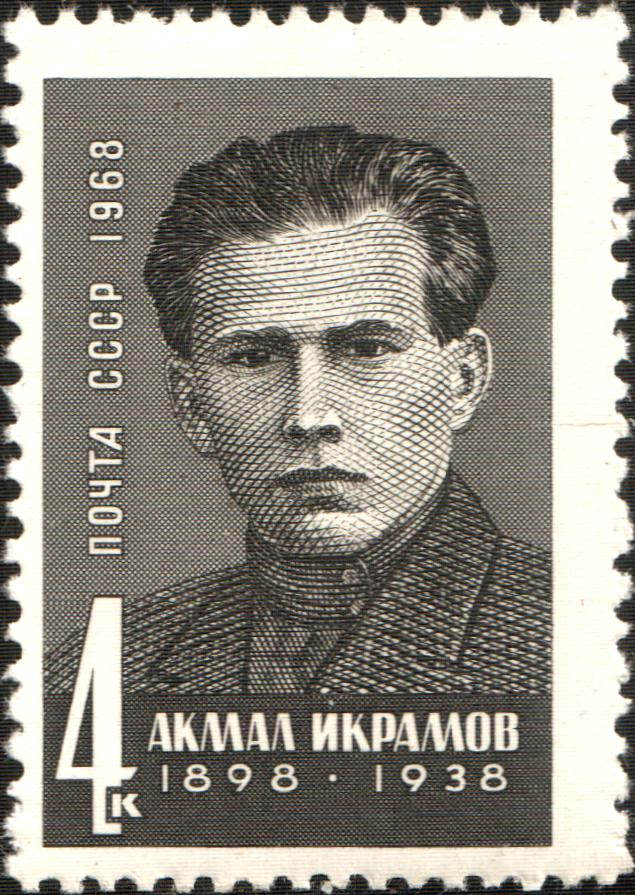
Почтовая марка СССР, 1968 год

Родился в крестьянской семье. По национальности узбек.
В феврале 1918 года вступил в ряды РКП(б).
В 1918—1920 гг. — учитель, инспектор Наманганского отдела народного образования. В 1920—1921 гг. — заместитель председателя Наманганского революционного комитета, председатель Мусульманского бюро Наманганского городского комитета КП(б) Туркестана, заведующий отделом по работе в деревне Ферганского областного комитета КП(б) Туркестана, ответственный секретарь Ферганского областного комитета КП(б) Туркестана, ответственный секретарь Сырдарьинского областного комитета КП(б) Туркестана. Руководил разгромом контрреволюции в Средней Азии.
В 1921—1922 гг. — заведующий организационным отделом и секретарь ЦК Компартии Туркестана. С 1922 г. учился в Москве в Коммунистическом университете им. Я. М. Свердлова, затем работал секретарём Ташкентского обкома партии.
В 1924—1925 гг. — член Организационного бюро по созданию КП(б) Узбекистана, в 1925—1926 гг. — секретарь Ташкентского областного комитета КП(б) Узбекистана, в 1925—1929 гг. — второй секретарь ЦК КП(б) Узбекистана, редактор журнала «Коммунист».
В 1929—1937 гг. — первый секретарь ЦК КП(б) Узбекистана, первый секретарь Ташкентского горкома КП(б) Узбекистана. Этот период отмечен вхождением в состав особой тройки, созданной по приказу НКВД СССР от 30.07.1937 № 00447 и активным участием в сталинских репрессиях.
В 1929—1931 гг. — секретарь Среднеазиатского бюро ЦК ВКП(б), в 1931—1934 гг. — третий секретарь Среднеазиатского бюро ЦК ВКП(б).
9 ноября 1934 г., отзываясь на просьбу Куйбышева, Политбюро включило Икрамова в состав Политкомиссии ЦК для борьбы с «байско-кулацким сопротивлением» (двумя другими членами Политкомиссии стали сам Куйбышев и Ходжаев).
26 января—10 февраля 1934 года делегат XVII съезда ВКП(б) с решающим голосом от КП(б) Узбекистана.
В феврале 1937 г. член Комиссии Пленума ЦК ВКП(б) по «делу Бухарина—Рыкова».
Член ЦК ВКП(б) (1934—1937), кандидат в члены ЦК ВКП(б) (1925—1934).

### Репрессии
Арестован 20 сентября 1937 года. На допросах признал себя виновным. На Третьем московском процессе, где он являлся одним из подсудимых, признал (5 марта 1938 г.), что «на путь антисоветских действий я вступил в 1928 г. Правда, ещё в сентябре 1918 г. я вступил в легальную молодёжную организацию националистического типа. К троцкистской оппозиции я примкнул в 1923 г. В 1928 г. я был фактически одним из руководителей контрреволюционной националистической организации, которая по существу являлась национал-фашистской. Эта организация называлась „Милли Истиклял“, что значит „национальная независимость“. Это название само за себя говорит. Какую другую независимость могут люди ожидать при Советской власти, кроме как буржуазную, реставраторскую независимость».
Приговорён к высшей мере наказания по обвинению в участии в контрреволюционной террористической организации, расстрелян по одним данным 13 марта, по другим — 15 марта 1938 г. на полигоне «Коммунарка».
Полностью реабилитирован и восстановлен в партии в июне 1957 г.

### Семья
- Первая жена — Ханифа, дочь бая Иброхим Ходжи.
  - Сын — Анвар (второе имя Ургут).
- Вторая жена — Евгения Львовна Зелькина (1900—1938), еврейка, дочь московского врача, выпускница Института красной профессуры, заместитель наркома земледелия Узбекской ССР, руководитель Восточной секции Аграрного института Коммунистической академии, член редколлегии журнала «На аграрном фронте», автор книги «Очерки по аграрному вопросу в Средней Азии» (1930); репрессирована после ареста мужа и приговорена к расстрелу 28 марта 1938 года[5].
  - Сын — Камил Икрамов, писатель.

## Награды и звания
- Награждён орденом Ленина.

## Память
- Акмальабад — название города Гиждуван до 1972 года.
- В советский период имя было присвоено Государственному музею истории культуры и искусства Узбекской ССР в Самарканде.
- В Ташкенте был Акмаль-Икрамовский район (1977—2005) до его переименования в Учтепинский район.
- Посёлок Икрамово и Икрамовский район — ныне г. Джума и Пастдаргомский район.
- Посёлок Лоиш в Самаркандской области — у. Акмала Икромова
- В Самарканде ранее ул. Буюк Ипак Йули (Великий Шелковый Путь) называлась улицей Акмаля Икрамова